# Casanova Elvo
Casanova Elvo (Casanòva in piemontese) è un comune italiano di 223 abitanti della provincia di Vercelli in Piemonte.
Gli abitanti sono concentrati nel capoluogo, che è circondato da estese risaie tra le quali sorgono alcune cascine isolate.
Nonostante le limitate dimensioni del comune è presente un'attiva stazione dei Carabinieri.

## Origini del nome
Il suo nome deriva dal torrente Elvo, che ne attraversa il territorio comunale da ovest ad est; a poca distanza dal paese transita anche il canale Cavour.

## Storia

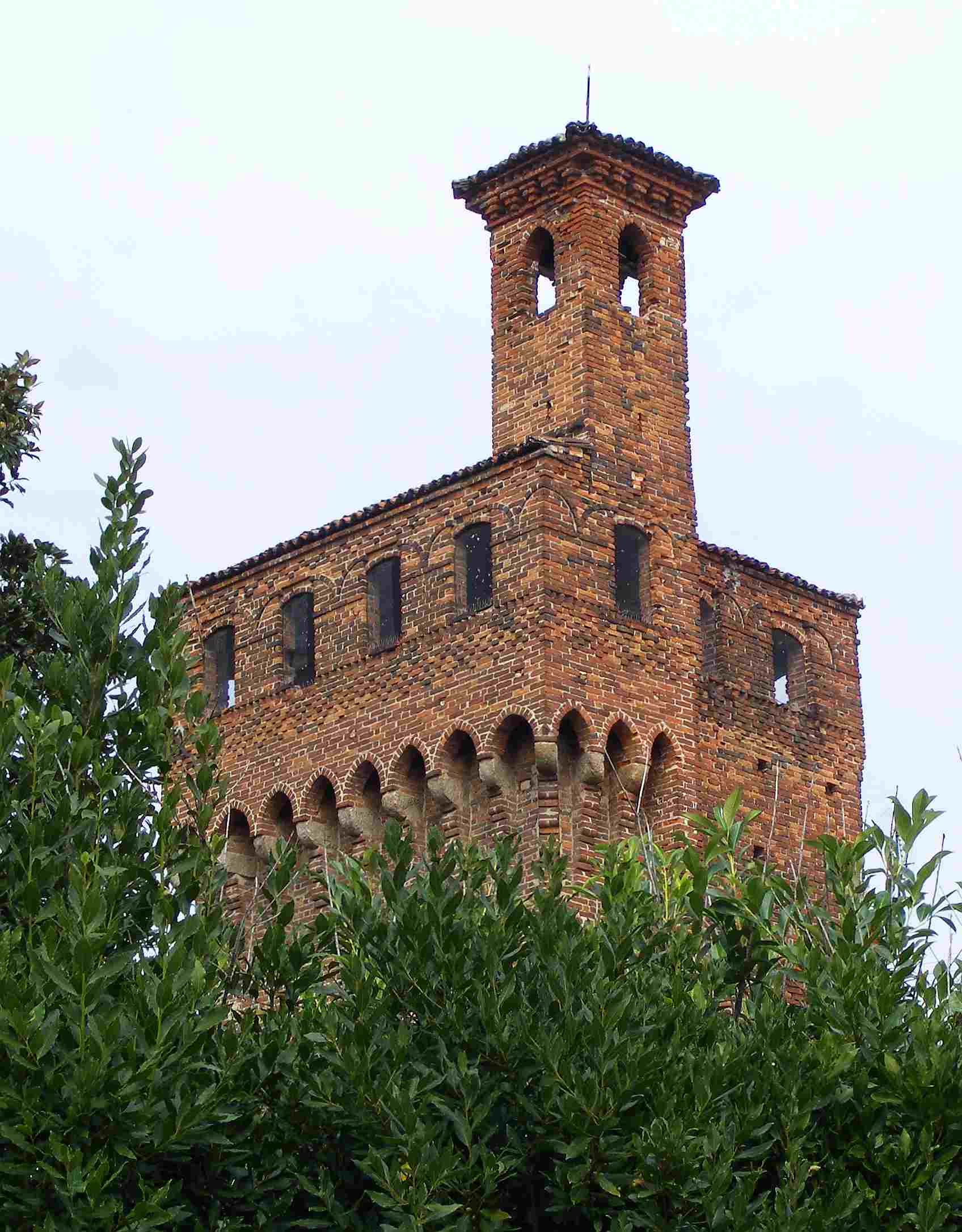
Il castello

Il luogo è menzionato per la prima volta nel 962 (donazione dall'Imperatore Ottone I ad Aimone conte di Vercelli). Verso la fine del decimo secolo il feudo passò alla Chiesa di Vercelli. Nella seconda metà del dodicesimo secolo ne figurano in possesso i conti di Biandrate. Nel 1170 venne ceduto ai fratelli Avogadro (Bongiovanni e Palatino). Nel 1404, passò sotto la signoria dei Savoia, i quali ne lasciarono l'amministrazione agli Avogadro sino alla fine del diciottesimo secolo.

### Simboli
Lo stemma e il gonfalone del comune di Casanova Elvo sono stati concessi con decreto del presidente della Repubblica del 30 novembre 2015.
Le fasce d'oro e rosso sono l'emblema della famiglia Avogadro.
Il gonfalone è un drappo di giallo con la bordatura di azzurro.

## Società

### Evoluzione demografica
Abitanti censiti

## Amministrazione

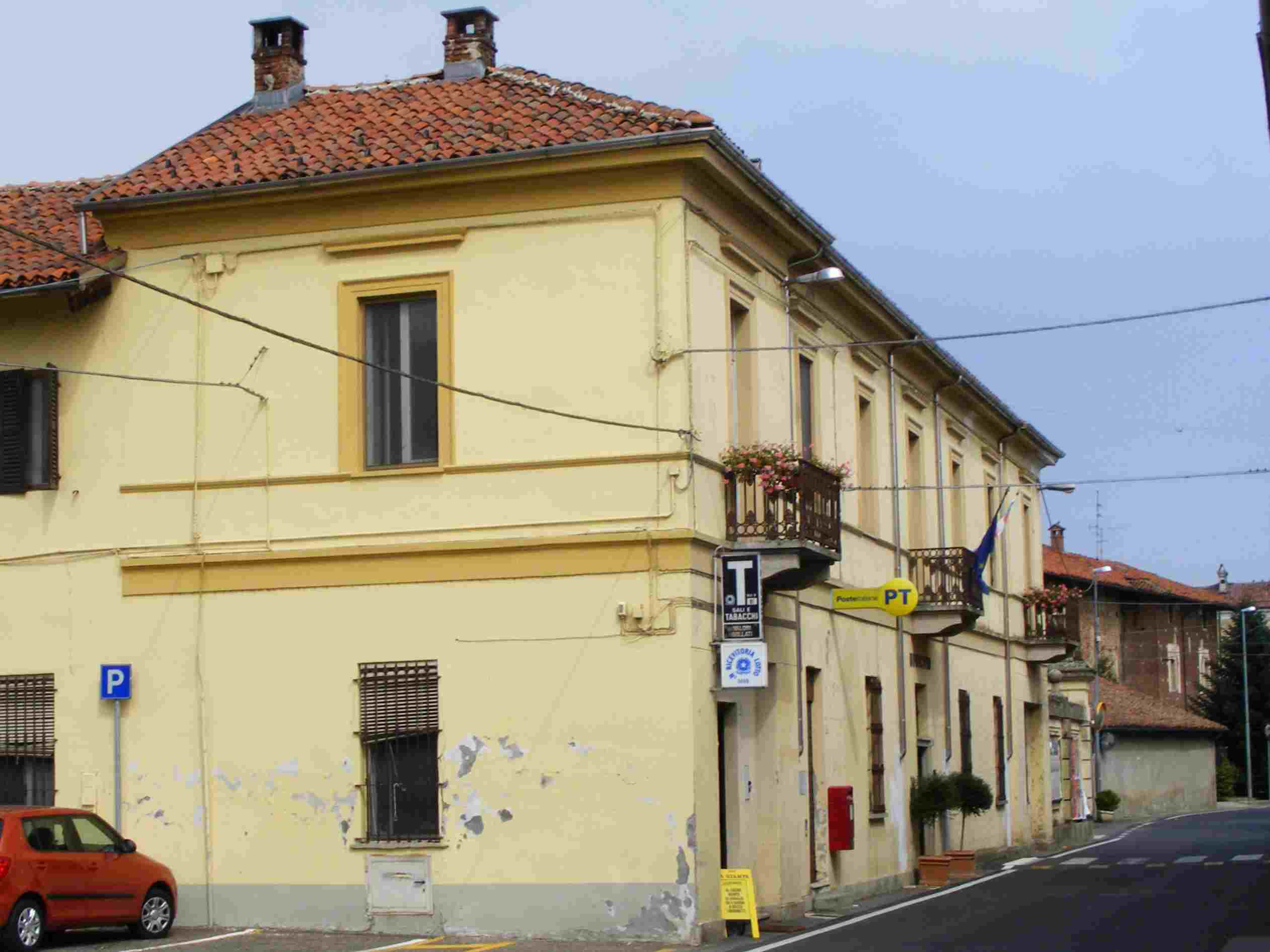
Il municipio

Il sindaco, eletto il 27 Maggio 2019 è Celestino Decaroli, con lista civica (Casanova Elvo), il vice-sindaco è Lanzani Luigi, e l'unico assessore è Scansetti Michela.